# Den danske tronfølge
Den danske tronfølge er rækkefølgen af de personer, der er berettigede til at arve positionen som Danmarks monark.
Bestemmelserne for den danske tronfølge er fastsat i Tronfølgeloven af 1953 med ændringer fra 2009. Ifølge disse arves tronen ved fuld kognatisk primogenitur blandt de af kong Christian 10. og dronning Alexandrines efterkommere, der er født i godkendte ægteskaber.
Tre af Christian 10.s børnebørn (med efterkommere) mistede arvretten, da de giftede sig. Tre af Christian 10.s oldebørn (med efterkommere) har mistet arveretten, fordi de ikke har gået i skole i Danmark.
Det var forventet at dronning Margrethe 2. ville blive siddende til sin død, som der er tradition for i Danmark. Dette skete dog ikke, da Hendes Majestæt i sin nytårstale for 2023 meldte, at hun abdicerer. Dette skete den 14. januar 2024, 52 år efter hun overtog tronen efter sin far, kong Frederik 9.

## Nuværende arvefølge
For tiden ser arvefølgen til den danske trone således ud:
1. Hans Kongelige Højhed Kronprins Christian til Danmark, Greve af Monpezat
2. Hendes Kongelige Højhed Prinsesse Isabella til Danmark, Komtesse af Monpezat
3. Hans Kongelige Højhed Prins Vincent til Danmark, Greve af Monpezat
4. Hendes Kongelige Højhed Prinsesse Josephine til Danmark, Komtesse af Monpezat
5. Hans Kongelige Højhed Prins Joachim til Danmark, Greve af Monpezat
6. Nikolai, greve af Monpezat
7. Felix, greve af Monpezat
8. Henrik, greve af Monpezat
9. Athena, komtesse af Monpezat
10. Prinsesse Benedikte (dronning Margrethes søster)

## Andre medlemmer af Christian 10.s efterslægt
Medlemmer af Christian 10.s efterslægt, som ikke er arvinger til tronen, er:
- Ingolf, greve af Rosenborg (født 1940), søn af arveprins Knud, giftede sig i 1968 med Inge Terney og udtrådte dermed af tronfølgen.
- Christian, greve af Rosenborg (1942-2013), søn af arveprins Knud, giftede sig i 1971 med Anne Dorte Maltoft-Nielsen og udtrådte dermed af tronfølgen. 
  - Grev Christians og grevinde Anne Dorthes tre døtre (og disses arvinger) indgår ikke i tronfølgen.
- Dronning Anne-Marie af Grækenland, dronning Margrethes søster, udtrådte af tronfølgen ved ægteskabet med kong Konstantin II af Grækenland.
  - Kong Konstantins og dronning Anne-Maries børn (og disses arvinger) indgår ikke i tronfølgen. Anne-Marie indgik i tronfølgen fra 1953 til 1964.
- Prinsesse Benediktes børn (Prins Gustav af Berleburg, Prinsesse Alexandra af Berleburg og Prinsesse Nathalie af Berleburg) er udtrådt af tronfølgen, eftersom de ikke tog permanent ophold i Danmark i forbindelse med undervisningspligten.
  - Prinsesse Benediktes børnebørn (og disses arvinger) har aldrig været i tronfølgen.

## Ændring af arvefølgen
For at en ændring af tronfølgeloven kan træde i kraft er det nødvendigt at ændre grundloven som i sin § 2 har: "Kongemagten nedarves til mænd og kvinder efter de i tronfølgeloven af 27. marts 1953 fastsatte regler."
Imidlertid var det i 2006 regeringens opfattelse, at tronfølgeloven kan ændres uden at ændre grundloven, når blot ændringen af tronfølgeloven sker efter samme procedure, som den der er nødvendig ved grundlovsændring.
Lovforslaget om ændring af tronfølgeloven fremsattes af statsminister Anders Fogh Rasmussen den 4. oktober 2005 og vedtoges 2. juni 2006 med 128 stemmer for, ingen imod og 1 hverken for eller imod (Simon Emil Ammitzbøll, dengang Radikale Venstre).
Efter Folketingsvalget 2007 fremsattes lovforslaget anden gang den 7. oktober 2008 og blev vedtaget 24. februar 2009 med 107 stemmer for, ingen imod og 2 hverken for eller imod (Enhedslisten).
Folkeafstemningen blev afholdt samtidig med Europa-Parlamentsvalget søndag 7. juni 2009 og resulterede i en vedtagelse .

## Tronfølgen under Kongeloven
Om kvindelig arvefølge under Kongeloven, og om følgerne af misforståelse af denne, se Arveprinsesse Caroline.

## Regler for tronfølgere før 1660
Før 1660 var Danmark et valgrige, hvor man blev konge ved at blive valgt snarere end ved at nedstamme fra den tidligere konge. Nogle konger forsøgte alligevel at udpege deres efterfølger. Dette kunne ske ved at få valgt en medkonge eller ved at få en søn udpeget som udvalgt prins. Traditionelt er disse medkonger og udvalgte prinser først kommet med i kongerækken, hvis og når de er blevet enekonger.

## Regler for tronfølgere efter 1660
Siden Danmark blev et arvekongerige i 1660, er der blevet fastsat arveregler fire gange:
- Kongeloven af 1665 (kan ses på Wikisource).
- Tronfølgeloven af 1853 (kan ses på Wikisource).
- Tronfølgeloven af 1953 (kan ses på Wikisource).
- Tronfølgeloven af 1953 med ændringer 2009 pga. Lov om ændring af tronfølgeloven Arkiveret 19. februar 2012 hos  Wayback Machine. Se også Folkeafstemningen om tronfølgeloven.

Der har været tradition for at personer i tronfølgen mistede deres plads hvis de giftede sig ikke-fyrsteligt. Dette var især almindelig praksis under regenterne Christian X og Frederik IX. For eksempel udtrådte Christian af Rosenborg, søn af Arveprins Knud, af tronfølgen i 1971 da han giftede sig med Anne Dorte Maltoft-Nielsen. Ved en sådan udtræden mistede også deres børn deres plads i tronfølgen. Dette har kun været en tradition, og har ikke været nedskrevet i nogen lov; monarken har sammen med regeringen kunnet beslutte hvem som var i tronfølgen. Denne praksis har ændret sig efter tronskiftet i 1972, hvor man har set, at såvel Prins Joachim som Kronprins Frederik har giftet sig ikke-fyrsteligt, uden at der var på tale, at de skulle miste deres plads i arvefølgen.

## Tronfølgerne siden 1660
Siden 1660 nedstammer alle tronfølgere fra Frederik 3. Han forudsættes her som "første generation" i forhold til nedenstående oversigt over tronfølgere (eller førstearvinger til tronen, som det også kan kaldes), hans søn (den senere Christian 5.) kaldes derfor anden generation og så fremdeles (navne angivet med fed skrift angiver de tronfølgere, der rent faktisk blev monarker over Danmark).
Oldenborgerne
- 1660–1670 Kronprins Christian (5.) (2. generation)
- 1670–1671 Prins Jørgen (senere engelsk prinsgemal) (2. generation)
- 1671–1699 Kronprins Frederik (4.) (3. generation)
- 1699–1730 Kronprins Christian (6.) (4. generation)
- 1730–1746 Kronprins Frederik (5.) (5. generation)
- 1746–1747 Kronprins Christian (6. generation)
- 1747–1749 Prinsesse Sophie Magdalene (1771-1792: Dronning af Sverige) (6. generation)
- 1749–1766 Kronprins Christian (7.) (6. generation)
- 1766–1768 Arveprins Frederik (6. generation)
- 1768–1808 Kronprins Frederik (6.) (7. generation)
- 1808–1839 Prins Christian Frederik (7. generation)
- 1839–1848 Kronprins Frederik (7.) (8. generation)
- 1848–1863 Arveprins Ferdinand (7. generation)

Glücksborgerne
- 1863–1863 Prins Christian (9.) af Lyksborg (8. generation)
- 1863–1906 Kronprins Frederik (8.) (9. generation)
- 1906–1912 Kronprins Christian (10.) (10. generation)
- 1912–1947 Kronprins Frederik (9.) (11. generation)
- 1947–1953 Prins Knud (11. generation)
- 1953–1972 Prinsesse Margrethe (2.) (12. generation)
- 1972–2024 Kronprins Frederik (10.) (13. generation)
- 2024– Kronprins Christian (14. generation)